# Bafut
Bafut – miasto w Kamerunie, w Regionie Północno-Zachodniej na północ od miasta Bamenda. Było niegdyś ośrodkiem potężnego królestwa ludu Tikar. Najsłynniejszą budowlą miasta jest pałac królewski (obecnie siedziba muzeum). Odbywa się tu popularny festiwal. Niedaleko miasta znajduje się ogród botaniczny ukazujący przyrodę sawanny.